# Куврон е Оманкур
Куврон е Оманкур (фр. Couvron-et-Aumencourt) насеље је и општина у североисточној Француској у региону Пикардија, у департману Ен (Пикардија) која припада префектури Лаон.
По подацима из 2011. године у општини је живело 1324 становника, а густина насељености је износила 99,32 становника/km². Општина се простире на површини од 13,33 km². Налази се на средњој надморској висини од 66 метара (максималној 91 m, а минималној 60 m).

## Демографија
| 1962. | 1968. | 1975. | 1982. | 1990. | 1999. | 2011. |
| ----- | ----- | ----- | ----- | ----- | ----- | ----- |
| 574   | 590   | 666   | 697   | 899   | 1.015 | 1.324 |

График промене броја становника у току последњих година